# 日本映画プロフェッショナル大賞
日本映画プロフェッショナル大賞（にほんえいがプロフェッショナルたいしょう）は、1991年から年1回開催されている日本の映画の賞である。通称は日プロ大賞。主催者は映画前夜社主催者の大高宏雄。財団やNPOでない一個人が主催する世界唯一の映画賞である。

## 歴史と概要
同賞設立の目的として、作品として健闘しながらも配給会社の資金不足による公開や宣伝の規模の小ささや批評の一面性などが原因で過小評価されてしまう現状を浮き彫りにし、優れた作品の陰の功労者を讃え、表彰することが挙げられる。運営は、主催者の大高とその意思に賛同する少数の映画のプロフェッショナルにより行われているが、その運営方針こそが1つの枠にとらわれずに独立した評価を映画に与えられる原動力となっているのもまた事実である。
設立のきっかけは『遊びの時間は終らない』を大高は素晴らしい映画と評価したが、興業面でも、批評家間でも話題にならなかったことにあった。当初は他の映画賞を受けない、単館系で公開された作品限定で、賞状と賞金1万円であった。2002年まで会場を変えながら授賞式が行なわれ、2003年以降は式は行われていなかったが2010年に再開、2011年は東日本大震災のためのチャリティー上映会となったが、2012年以降は実施されている。しかし、2019年は授賞式は行われず、2019年度のベストテンと2010年代のベストテンのみ発表された。
選考においては、すでに同年の国内映画賞で受賞している作品およびスタッフ・キャストは選考対象外である。そのため他の主要映画賞とは異なる、独自の受賞結果となる特徴がある。

## 歴代各賞

### 第1回（1991年度）
- 作品賞：『真夏の地球』
- 監督賞：村上修『真夏の地球』
- 主演女優賞：中嶋朋子『あさってDANCE』
- 主演男優賞：本木雅弘『遊びの時間は終らない』
- 新人監督賞：萩庭貞明『遊びの時間は終らない』
- 特別賞：福居ショウジン『ピノキオ√964』

### 第2回（1992年度）
- 作品賞：『ひき逃げファミリー』
- 監督賞：平山秀幸『ザ・中学教師』
- 主演女優賞：西村知美『爆!BAKU』
- 主演男優賞：佐野史郎『くれないものがたり』ほか
- 新人監督賞：富岡忠文『湾岸バッド・ボーイ・ブルー』
- 特別賞：大和屋竺 - 映画の極北で輝き続けた異端の巨星を悼んで

### 第3回（1993年度）
- 作品賞：『J MOVIE WARS版月はどっちに出ている』
- 監督賞：天間敏広『教祖誕生』
- 主演女優賞：石田ひかり『はるか、ノスタルジィ』
- 主演男優賞：石橋凌『J MOVIE WARS版月はどっちに出ている』
- 新人奨励賞：太田光（爆笑問題）『草の上の仕事』
- 新人監督賞：篠原哲雄『草の上の仕事』
- 新人監督賞：矢口史靖『裸足のピクニック』

### 第4回（1994年度）
- 作品賞：『凶銃ルガーP08』
- 監督賞：渡邊武『凶銃ルガーP08』、『極つぶし』
- 主演女優賞：鈴木砂羽『愛の新世界』
- 主演男優賞：豊川悦司『Undo』、『エンジェル・ダスト』
- 新人監督賞：岩井俊二『Undo』
- 特別賞：阿部寛『凶銃ルガーP08』、『大阪極道戦争・しのいだれ』
- 特別賞：渡辺えり子『忠臣蔵外伝 四谷怪談』、『怖がる人々』
- 新人奨励賞：石井勲 - 『トカレフ』の撮影に対して

### 第5回（1995年度）
- 作品賞：『新・悲しきヒットマン』
- 監督賞：望月六郎『新・悲しきヒットマン』、『汚い奴』
- 主演女優賞：内田有紀『花より男子』
- 主演男優賞：石橋凌『新・悲しきヒットマン』
- 新人奨励賞：大沢樹生『日本製少年』
- 新人奨励賞：嶋田加織『日本製少年』
- 新人奨励賞：吉野公佳『エコエコアザラク -WIZARD OF DARKNESS-』
- 新人監督賞：風間志織『冬の河童』
- 特別賞：国映 - 長年にわたる先鋭的なピンク映画製作に対して

### 第6回（1996年度）
- 作品賞：『Helpless』
- 監督賞：北野武『Kids Return』
- 主演女優賞：川上麻衣子『でべそ』
- 主演男優賞：浅野忠信『Helpless』、『Focus』
- 新人監督賞：青山真治『Helpless』、『チンピラ』
- 特別賞：細野辰興『シャブ極道』
- 功労賞：田口トモロヲ『MIDORI』、『弾丸ランナー』他
- 功労賞：喜多嶋舞『GONIN2』

### 第7回（1997年度）
- 作品賞：『CURE』
- 監督賞：三池崇史『極道黒社会 RAINY DOG』、『岸和田少年愚連隊血煙り純情篇』他
- 主演女優賞：西田尚美『ひみつの花園』
- 主演男優賞：原田芳雄『鬼火』
- 助演男優賞：萩原聖人『CURE』
- 新人奨励賞：鈴木紗理奈『岸和田少年愚連隊血煙り純情篇』
- 新人奨励賞：坂井真紀『ご存知!ふんどし頭巾』
- 新人奨励賞：佐藤康恵『バウンス ko GALS』
- 特別賞：奥山和由 - プロデューサーとしての功績に対して

### 第8回（1998年度）
- 作品賞：『蛇の道』
- 監督賞：磯村一路『がんばっていきまっしょい』
- 主演女優賞：田中麗奈『がんばっていきまっしょい』
- 主演男優賞：哀川翔『蛇の道』、『蜘蛛の瞳』
- 助演男優賞：鈴木一真『愚か者 傷だらけの天使』
- 新人奨励賞：田辺誠一『BLUES HARP』
- 新人奨励賞：吉川ひなの『TOKYO EYES』
- 新人監督賞：石橋義正『狂わせたいの』
- 特別賞：亀有名画座 - ロマンポルノなど陽の当らない名画発掘上映と長年の功績をたたえて

### 第9回（1999年度）
- 作品賞：『どこまでもいこう』
- 監督賞：中江裕司『ナビィの恋』
- 主演女優賞：吉本多香美『皆月』
- 主演男優賞：西島秀俊『ニンゲン合格』
- 新人奨励賞：つぐみ『月光の囁き』
- 新人監督賞：塩田明彦『どこまでもいこう』、『月光の囁き』
- 特別賞：竹内力『DOA 犯罪者』、『BLOOD 狼血』、『報復 REVENGE 劇場版』他
- 特別賞：佐々木史朗 - 『ナビィの恋』の製作に対して

### 第10回（2000年度）
- 作品賞：『カリスマ』
- 監督賞：阪本順治『顔』
- 主演女優賞：田中麗奈『はつ恋』
- 主演男優賞：千原浩史『HYSTERIC』
- 新人奨励賞：伊勢谷友介『金髪の草原』
- 新人奨励賞：三輪ひとみ『発狂する唇』
- 新人監督賞：緒方明『独立少年合唱団』
- 特別賞：沖浦啓之『人狼 JIN-ROH』
- ムービーキング・オブ90's：三池崇史、立大S.P.P.

### 第11回（2001年度）
- 作品賞：『殺し屋1』
- 監督賞：三池崇史『殺し屋1』、『ビジターQ』、『天国から来た男たち』
- 主演女優賞：麻生久美子『回路』、『贅沢な骨』、『0cm4』他
- 主演男優賞：寺島進『空の穴』、『みすゞ』他
- 新人奨励賞：宮﨑あおい『EUREKA（ユリイカ）』
- 新人監督賞：冨樫森『非・バランス』
- 特別賞：妻夫木聡&ボーイズ『ウォーターボーイズ』

### 第12回（2002年度）
- 作品賞：『害虫』
- 監督賞：塩田明彦『害虫』
- 監督賞：万田邦敏『UNloved』
- 主演女優賞：森口瑤子『UNloved』
- 主演男優賞：岸谷五朗『新・仁義の墓場』
- 新人監督賞：井口奈己『犬猫』

### 第13回（2003年度）
- 作品賞：『アカルイミライ』
- 監督賞：黒沢清『アカルイミライ』、『ドッペルゲンガー』
- 主演女優賞：池脇千鶴『ジョゼと虎と魚たち』
- 主演女優賞：寺島しのぶ『ヴァイブレータ』、『赤目四十八瀧心中未遂』
- 主演男優賞：オダギリジョー『アカルイミライ』
- 主演男優賞：藤竜也『アカルイミライ』、『許されざる者』
- 新人監督賞：西川美和『蛇イチゴ』

### 第14回（2004年度）
- 作品賞：『下妻物語』
- 監督賞：高橋洋『ソドムの市』
- 監督賞：中島哲也『下妻物語』
- 主演女優賞：蒼井優『花とアリス』
- 主演男優賞：加瀬亮『アンテナ』
- 新人監督賞：成島出『油断大敵』

### 第15回（2005年度）
- 作品賞：『いつか読書する日』
- 監督賞：山下敦弘『リンダリンダリンダ』
- 主演女優賞：田中裕子『いつか読書する日』、『火火』
- 主演女優賞：小泉今日子『空中庭園』
- 主演男優賞：オダギリジョー『メゾン・ド・ヒミコ』、『スクラップ・ヘブン』
- 主演男優賞：西島秀俊『帰郷』、『さよならみどりちゃん』、『雨よりせつなく』
- 新人監督賞：大森立嗣『ゲルマニウムの夜』
- 新人監督賞：内田けんじ『運命じゃない人』

### 第16回（2006年度）
- 作品賞：『ヨコハマメリー』
- 監督賞：西川美和『ゆれる』
- 主演女優賞：中谷美紀『嫌われ松子の一生』、『LOFT ロフト』
- 主演男優賞：豊川悦司『LOFT ロフト』、『フラガール』
- 新人監督賞：中村高寛『ヨコハマメリー』
- 特別賞：廣木隆一『やわらかい生活』、『恋する日曜日』
- 特別賞：実相寺昭雄 - 遺作『シルバー仮面』と長年の功績に対して
- 話題賞：桃井かおり - 監督デビュー作での奮闘ぶりに対して

### 第17回（2007年度）
- 作品賞：『それでもボクはやってない』
- 監督賞：山下敦弘『松ヶ根乱射事件』『天然コケッコー』
- 主演女優賞：石田えり『サッド ヴァケイション』
- 主演男優賞：加瀬亮『それでもボクはやってない』
- 新人監督賞：吉田大八『腑抜けども、悲しみの愛を見せろ』
- 新人監督賞：吉田恵輔『机のなかみ』
- 新人奨励賞：松本人志『大日本人』
- 特別賞：小林紘 - 名画座文化への貢献と独立系作品への尽きない愛情を評価して

### 第18回（2008年度）
- 作品賞：『接吻』
- 監督賞：若松孝二『実録・連合赤軍 あさま山荘への道程』
- 主演女優賞：小池栄子『接吻』
- 主演男優賞：藤原竜也『カメレオン』
- 新人監督賞：中西健二『青い鳥』
- 功労賞：木村威夫 - 世界最高齢（90歳）監督デビューでギネス認定された映画美術の巨匠の長年の功績に対して
- 特別賞：松山ケンイチ『デトロイト・メタル・シティ』
- 特別賞：新宿ジョイシネマ - 日プロ（本賞）の原点でもある素晴らしき映画館の閉館を惜しんで

### 第19回（2009年度）
- 作品賞：『私は猫ストーカー』
- 監督賞：細田守『サマーウォーズ』
- 主演女優賞：ペ・ドゥナ『空気人形』
- 主演男優賞：菅田俊『ポチの告白』
- 新人監督賞：鈴木卓爾『私は猫ストーカー』
- 新人奨励賞：満島ひかり『プライド』、町田マリー『美代子阿佐ヶ谷気分』

### 第20回（2010年度）
- 作品賞：『川の底からこんにちは』
- 監督賞：瀬々敬久『ヘヴンズ ストーリー』
- 主演女優賞：内田有紀『ばかもの』
- 主演男優賞：高岡蒼甫『さんかく』
- 新人監督賞：真利子哲也『イエローキッド』
- 新人奨励賞：高良健吾『ケンタとジュンとカヨちゃんの国』、水原希子『ノルウェイの森』
- 特別賞：黒澤満 - 長年の功績に対して

### 第21回（2011年度）
- 作品賞：『監督失格』
- 監督賞：アミール・ナデリ『CUT』
- 主演女優賞：榮倉奈々『東京公園』『アントキノイノチ』
- 主演男優賞：西島秀俊『CUT』
- 新人監督賞：大根仁『モテキ』、前田弘二『婚前特急』
- 特別賞：千葉善紀プロデューサー - 『恋と罪』製作に対して
- 功労賞：緑魔子 - 『軽蔑』の演技と長年の功績に対して

### 第22回（2012年度）
- 作品賞：『SRサイタマノラッパー ロードサイドの逃亡者』
- 監督賞：若松孝二『11・25自決の日 三島由紀夫と若者たち』『海燕ホテル・ブルー』
- 主演女優賞：前田敦子『苦役列車』
- 主演男優賞：井浦新『11・25自決の日 三島由紀夫と若者たち』『海燕ホテル・ブルー』
- 新人監督賞：三宅唱『Playback』
- 新進プロデューサー賞：杉野希妃『おだやかな日常』
- 特別賞：大谷直子 - 『希望の国』の演技と長年の功績に対して
- 特別賞：銀座シネパトス - 2013年3月31日に閉館した映画館の長年の功績に対して

### 第23回（2013年度）
- 作品賞：『ぼっちゃん』
- 監督賞：沖田修一『横道世之介』
- 主演女優賞：前田敦子『もらとりあむタマ子』
- 主演男優賞：高良健吾『横道世之介』
- 新人監督賞：渡部亮平『かしこい狗は、吠えずに笑う』
- 新人奨励賞：『恋の渦』俳優チーム
- 新進女優賞：岩佐真悠子『受難』
- 新進男優賞：水澤紳吾『ぼっちゃん』
- 特別賞：松江哲明『フラッシュバックメモリーズ 3D（英語版）』

### 第24回（2014年度）
- 作品賞：『百円の恋』
- 監督賞：武正晴『百円の恋』
- 主演女優賞：二階堂ふみ『私の男』『ほとりの朔子』
- 主演男優賞：池松壮亮『愛の渦』『海を感じる時』『大人ドロップ』『紙の月』
- 新人監督賞：山戸結希『おとぎ話みたい』『5つ数えれば君の夢』
- 新進女優賞：武田梨奈『祖谷物語 おくのひと』
- 話題賞：『劇場版 テレクラキャノンボール 2013』チーム
- 特別賞：品川徹 - 『野のなななのか』の演技、長年の俳優活動に対して

### 第25回（2015年度）
- 作品賞：『バクマン。』
- 監督賞：塚本晋也『野火』
- 主演女優賞：多部未華子『ピース オブ ケイク』『映画 深夜食堂』
- 主演男優賞：染谷将太『さよなら歌舞伎町』『ソレダケ / that’s it』
- 主演男優賞：川瀬陽太『ローリング』『犯る男』
- 新人監督賞：安川有果『Dressing Up』
- 新進プロデューサー賞：深田誠剛、小野仁史『恋人たち』
- 特別功労賞：芦澤明子 - 『岸辺の旅』および、長年の映画撮影の功績に対して

### 第26回（2016年度）
- 作品賞：『ディストラクション・ベイビーズ』
- 監督賞：森達也『FAKE』
- 主演女優賞：黒木華『リップヴァンウィンクルの花嫁』
- 主演男優賞：菅田将暉『セトウツミ』『溺れるナイフ』
- 新人監督賞：小路紘史『ケンとカズ』
- 新進女優賞：上白石萌音『溺れるナイフ』『ちはやふる-上の句-』『ちはやふる-下の句-』、間宮夕貴『風に濡れた女』
- 特別賞：佐野和宏『バット・オンリー・ラヴ』
- 特別功労賞：荒戸源次郎 - 長年の功労に対して

### 第27回（2017年度）
- 作品賞：『勝手にふるえてろ』
- 監督賞：廣木隆一『彼女の人生は間違いじゃない』
- 主演女優賞：松岡茉優『勝手にふるえてろ』
- 主演男優賞：浅野忠信『幼な子われらに生まれ』
- 新人監督賞：石川慶『愚行録』
- 新進女優賞：瀧内公美『彼女の人生は間違いじゃない』
- 新進男優賞：村上虹郎『武曲 MUKOKU』
- 特別賞：OP PICTURES - 長年の活動に対して
- 特別功労賞：大林宣彦 - 長年の功労に対して
- 観客賞：『あゝ、荒野』 - 前年度クラウドファンディング参加者により選出

### 第28回（2018年度）
- 作品賞：『きみの鳥はうたえる』
- 監督賞：濱口竜介『寝ても覚めても』
- 主演女優賞：趣里『生きてるだけで、愛。』
- 主演男優賞：大杉漣『教誨師』
- 新人監督賞：関根光才『生きてるだけで、愛。』『太陽の塔』
- 特別賞：有楽町スバル座
- 観客賞：『生きてるだけで、愛。』 - 前年度クラウドファンディング参加者により選出

### 第29回（2019年度）
- 作品賞：『宮本から君へ』
- 2010年代最優秀作品賞：『ハッピーアワー』
- ムービーMVP・オブ・2010年代：濱口竜介（「ハッピーアワー」「寝ても覚めても」「親密さ」など）

### 第30回（2020年度）
- 作品賞:『本気のしるし 劇場版』
- 監督賞：城定秀夫 『アルプススタンドのはしの方』
- 主演女優賞：小松菜奈 『さくら』『糸』
- 主演男優賞：草彅剛 『ミッドナイトスワン』
- 新人監督賞：HIKARI 『37セカンズ』
- 特別賞：
  - 豊島圭介 - 『三島由紀夫vs東大全共闘〜50年目の真実〜』を監督
  - 大島新 - 『君はなぜ総理大臣になれないのか』を監督
- 特別功労賞：
  - 桂千穂 - 脚本家としての長年の功績および日プロ大賞選考委員としての功労に対して
  - 成田尚哉 - プロデューサーとしての長年の功績および日プロ大賞選考委員としての功労に対して

### 第31回（2021年度）
- 作品賞：『偶然と想像』
- 監督賞：春本雄二郎『由宇子の天秤』
- 主演女優賞：瀧内公美『由宇子の天秤』
- 主演男優賞：成田凌『まともじゃないのは君も一緒』
- 新人監督賞：松本壮史『サマーフィルムにのって』
- 特別賞：
  - 孫家邦 - 『花束みたいな恋をした』を製作
  - 函館市民映画館シネマアイリス - 長年の功績に対して
- 特別功労賞：
  - 澤井信一郎 - 映画監督としての長年の功績に対して

### 第32回（2022年度）
- 作品賞：『こちらあみ子』
- 監督賞：阪本順治『冬薔薇』
- 主演女優賞
  - のん『さかなのこ』
  - 影山祐子『さすらいのボンボンキャンディ』
- 主演男優賞：足立智充『夜を走る』
- 新人監督賞
  - 川和田恵真『マイスモールランド』
  - 森井勇佑『こちらあみ子』
- 特別賞：
  - 『死刑にいたる病』製作チーム - 映画界への貢献に対して
  - シネマスコーレ - 長年の功績に対して

### 第33回（2023年度）
- 作品賞：『花腐し』
- 監督賞：荒井晴彦『花腐し』
- 主演女優賞
  - 菊地凛子『658km、陽子の旅』
- 主演男優賞
  - 光石研『逃げきれた夢』
  - 松山ケンイチ『ロストケア』
- 新人監督賞：金子由里奈『ぬいぐるみとしゃべる人はやさしい』
- 新進女優賞：さとうほなみ『花腐し』
- 特別賞：『福田村事件』製作チーム
- 特別功労賞：藤竜也『高野豆腐店の春』 - 長年の功績に対して

### 第34回（2024年度）
- 作品賞：『青春ジャック 止められるか、俺たちを2』
- 監督賞
  - 呉美保『ぼくが生きてる、ふたつの世界』
  - 井上淳一『青春ジャック 止められるか、俺たちを2』
- 主演女優賞
  - 江口のりこ『愛に乱暴』
- 主演男優賞
  - 遠藤雄弥『辰巳』
- 新人監督賞：山中瑶子『ナミビアの砂漠』
- 新進女優賞：森田想『辰巳』
- 特別賞：池袋シネマ・ロサ - 『侍タイムスリッパー』の上映をはじめ、インディーズ映画への長年の貢献に対して